# Lac de Viry-Châtillon
Le lac de Viry-Châtillon est situé dans les communes de Viry-Châtillon et Grigny dans le département français de l'Essonne.

## Géographie
Le lac est composé de six étangs : le bassin de l'Amiral, les Noues de Seine, la Justice, la Place Verte, la Plaine Basse et l'Étang de l'Arbalète. La totalité occupe une surface de soixante dix-sept hectares, le premier étang a été réaménagé sur ses berges, les trois autres sont restés naturels. La profondeur moyenne s'établit à deux mètres cinquante, mais certains endroits atteignent six mètres. Il est relié à la Seine par un ruisseau.

## Histoire
Le lac est en grande partie propriété de la commune de Viry-Châtillon, inclusivement sur le territoire de la commune de Grigny. Depuis 2004 une communauté d'agglomération (Les Lacs de l'Essonne), regroupant les deux communes est chargée entre autres attributions de la gestion des Lacs, relayant le syndicat intercommunal à vocation unique des Lacs précédemment créé à cet effet.
En 2003, le lac a connu des travaux de désenvasement.

## Utilisation

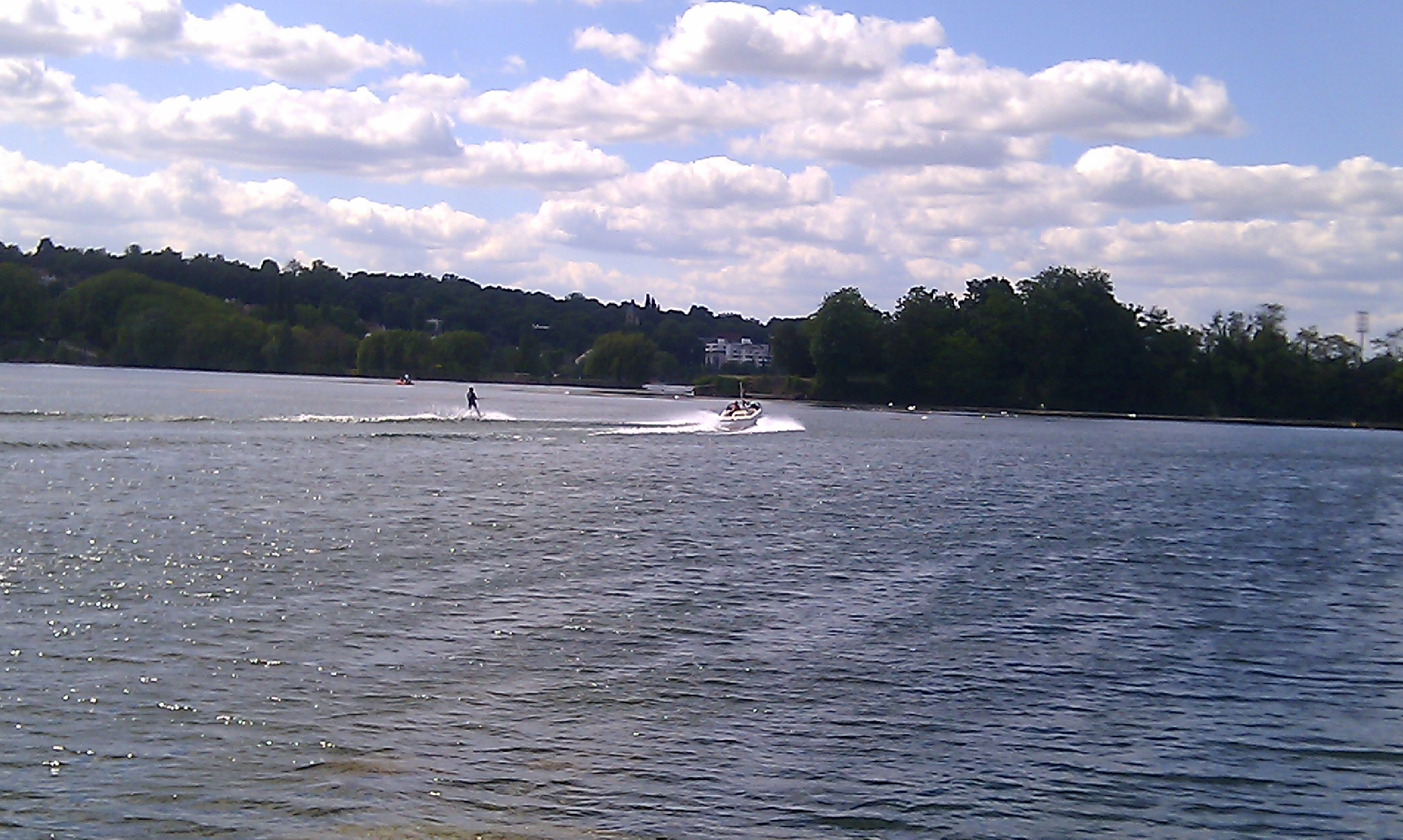
Un pratiquant de ski nautique sur le lac

Le lac est utilisé pour diverses activités nautiques, dont la voile, la planche à voile, le ski nautique, le wakeboard, l'aviron et la plongée sous-marine. Un bateau électrique permet des promenades sur le lac de mai à septembre.

## Pour approfondir